# Darkest Hour (album)
Darkest Hour è l'ottavo album in studio del gruppo melodic death metal statunitense Darkest Hour, pubblicato nel 2014.

## Tracce
1. Wasteland – 4:13
2. Rapture in Exile – 2:11
3. The Misery We Make – 3:06
4. Infinite Eyes – 3:40
5. Futurist – 3:59
6. The Great Oppressor – 3:33
7. Anti-Axis – 3:29
8. By the Starlight – 4:07
9. Lost for Life – 2:52
10. The Goddess Figure – 4:14
11. Beneath The Blackening Sky – 3:53
12. Hypatia Rising – 5:45
13. Departure – 4:27

## Formazione
- John Henry – voce, piano
- Mike "Lonestar" Carrigan – chitarra
- Mike Schleibaum – chitarra
- Aaron Deal – basso
- Travis Orbin – batteria